# Фрегаты типа «Анзак»
Тип «Анзак» (англ. Anzac class), порой называемый «АНЗАК» (англ. ANZAC) — серия фрегатов, строившихся для Австралии и Новой Зеландии. Проект был разработан для австралийских и новозеландских ВМС совместно фирмами Australian Marine Engineering и германской Blohm und Voss, на основе имевшегося у последней экспортного проекта фрегата MEKO 200. Всего в 1993—2006 годах на верфях Tenix в Уильямстауне, штат Виктория были построены восемь кораблей этого типа для КВМС Австралии и два для КВМС Новой Зеландии. В конструкцию кораблей этого типа заложены резервы по установке дополнительного вооружения, которая постепенно производится или запланирована в обоих флотах. По состоянию на 2009 год, все десять фрегатов типа «Анзак» несут активную службу и являются наиболее современными и боеспособными крупными надводными боевыми кораблями во флотах обеих стран.
С 2004 года по 2006 год фрегаты типа «Анзак» были дополнительно оснащены подкильной трёхкоординатной гидроакустической станцией «Петрел». Её разработчиком стало австралийское отделение компании «Талес».

## Представители
| Название              | Номер          | Закладка         | Спуск на воду    | Вступление в строй | Статус           |                |
| КВМС Австралии        | КВМС Австралии | КВМС Австралии   | КВМС Австралии   | КВМС Австралии     | КВМС Австралии   | КВМС Австралии |
| --------------------- | -------------- | ---------------- | ---------------- | ------------------ | ---------------- | -------------- |
| Анзак Anzac           | FFH 150        | 5 ноября 1993    | 16 сентября 1994 | 18 мая 1996        | в строю, на 2016 |                |
| Аранта Arunta         | FFH 151        | 22 июля 1995     | 28 июня 1996     | 12 декабря 1996    | в строю, на 2016 |                |
| Варрамунга Warramunga | FFH 152        | 26 июля 1997     | 23 мая 1998      | 28 марта 2001      | в строю, на 2013 |                |
| Стюарт Stuart         | FFH 153        | 25 июля 1998     | 17 апреля 1999   | 17 августа 2002    | в строю, на 2016 |                |
| Парраматта Parramatta | FFH 154        | 4 июня 1999      | 17 июня 2000     | 4 октября 2003     | в строю, на 2016 |                |
| Балларат Ballarat     | FFH 155        | 4 августа 2000   | 25 мая 2002      | 26 июня 2004       | в строю, на 2016 |                |
| Тувумба Toowoomba     | FFH 156        | 26 июля 2002     | 16 мая 2003      | 8 октября 2005     | в строю, на 2016 |                |
| Перт Perth            | FFH 157        | 24 июля 2003     | 20 марта 2004    | 26 августа 2006    | в строю, на 2016 |                |
| КВМС Новой Зеландии   |                |                  |                  |                    |                  |                |
| Те Каха Te Kaha       | F 77           | 19 сентября 1994 | 22 июля 1995     | 22 июля 1997       | в строю, на 2016 |                |
| Те Мана Te Mana       | F 111          | 28 июня 1996     | 10 мая 1997      | 10 декабря 1999    | в строю, на 2016 |                |

## Модернизация кораблей
Новость о модернизации австралийских фрегатов. Lenta.ru, 29.11.2011
Новость о модернизации новозеландских фрегатов. Lenta.ru, 11.12.2012
- Австралия
  - Королевский австралийский военно-морской флот

В 2011 году Министерство обороны Австралии заключило с британской компанией BAE Systems контракт на модернизацию фрегатов типа «Анзак», сообщает Defense Aerospace. Сумма сделки составила 650 миллионов долларов. В рамках этого соглашения BAE Systems проведет модернизацию зенитных ракетных систем австралийских фрегатов, обеспечивающих противовоздушную оборону кораблей. Работы на корабле «Перт» уже начались. Этот этап модернизации реализуется в рамках более масштабной программы Project Sea 1448, нацеленной на повышение боевой эффективности кораблей.
В рамках нового этапа модернизации австралийские фрегаты получат радар CEAPAR с фазированной антенной решеткой, систему инфракрасного поиска и слежения Vampire NG, навигационную радарную систему Sharpeye и усовершенствованную систему управления огнём Saab CMS. Все указанные системы уже реализованы на фрегате Perth, а в 2012 году начнется модернизация по этому стандарту остальных семи фрегатов типа «Анзак». Работы, как ожидается, завершатся в 2017 году.
Плавная модернизация фрегатов типа «Анзак» проводится в Австралии с 2004 года. Ранее на австралийские корабли были установлены торпедные аппараты MU90 Impact калибра 324 миллиметра и новые пулеметы M2HB калибра 12,7 миллиметра. Фрегаты также получили пусковые установки на 32 зенитных ракеты RIM-162 ESSM, ложные цели увода ракет Nulka и систему обнаружения и обхода мин. Кроме того, на корабли в перспективе планируется смонтировать по две пусковых установки на четыре противокорабельных ракеты RGM-84 Harpoon.
- Новая Зеландия
  - Военно-морские силы Новой Зеландии

Министерство обороны Новой Зеландии планирует модернизировать основу своего боевого флота — фрегаты Te Kaha и Te Mana, построенные по проекту «Анзак». Об этом сообщается в пресс-релизе военного ведомства со ссылкой на министра обороны Новой Зеландии Джонатана Коулмана.
Планы по модернизации кораблей новозеландское правительство уже одобрило. В ходе модернизации на новозеландских фрегатах установят новые радары и датчики, а также заменят ракетные комплексы.
Тендер, как ожидается, объявят в начале 2013 года. Стоимость модернизации пока неизвестна.

## Галерея
- HMAS Warramunga в 2010 году
- HMAS Anzac (FFH 150)
- HMAS Ballarat
- Авианосец США Ronald Reagan и HMAS Ballarat.
- HMAS Parramatta
- Модернизированный HMAS Perth, 2012 год.
- HMAS Perth, 2012 год.
- HMAS Toowoomba
- HMAS Warramunga
- HMNZS Te Mana
- HMNZS Te Mana
- HMNZS Te Mana